# Tino Rossi
Constantin Rossi, conocido artísticamente como Tino Rossi (Ajaccio, 29 de abril de 1907 - Neuilly-sur-Seine, 26 de septiembre de 1983) fue un cantante y actor francés de origen corso.

## Los inicios
Su padre, Laurent, era sastre. De joven, Tino tocaba la guitarra y cantaba en Ajaccio antes de trasladarse a Marsella, en donde trabajó en un restaurante, a la vez que trabajaba en los cabarets de la Costa Azul.
En los años 1930, se traslada a París, y en pocos años consigue grabar discos.

## El éxito
Sus baladas románticas tienen gran éxito y Tino Rossi se convierte en lo que luego se denominará Latin lover. Su éxito también se debe a su compositor Vincent Scotto (1874-1952) que escribe sus primeros éxitos y con el que colaborará varios años.
En 1944, por haber seguido cantando durante la guerra bajo la ocupación alemana, fue víctima de la depuración y pasó algunos días en la prisión de Fresnes, pero pronto fue liberado con las excusas del Gobierno.

## El mito
Grabó más de 1000 canciones y vendió en todo el mundo más de 300 millones de discos y participó en cientos de programas de TV. Católico estricto, su vida privada nunca fue objeto de comentarios.
En 1982, recibe el cargo de Comendador de la Legión de Honor de manos del presidente François Mitterrand por su contribución a la cultura francesa. Ese mismo año canta por última vez. A los 76 años fallece víctima de un cáncer.

## Filmografía
- Cine en 1934 : La Cinquième empreinte
- 1934 : L'Affaire Coquelet
- 1934 : Adémaï au Moyen-Âge
- 1934 : Les nuits moscovites
- Cine en 1935 : Vogue, mon cœur
- 1935 : Marseille reportage où chante Tino Rossi.
- 1935 : Justin de Marseille
- Cine en 1936 : Marinella
- 1936 : Au son des guitares
- Cine en 1937 : Lumières de Paris
- Cine en 1938 : Naples au baiser de feu
- Cine en 1942 : Fièvres
- Cine en 1943 : Le soleil a toujours raison
- 1943 : Le chant de l'exilé
- 1943 : Mon amour est près de toi
- Cine en 1944 : L'île d'amour
- Cine en 1946 : Sérénade aux nuages
- 1946 : Le Gardian
- 1946 : Destins
- Cine en 1947 : Le chanteur inconnu
- Cine en 1948 : La Belle Meunière
- Cine en 1949 : Deux amours
- 1949 : Marlène
- Cine en 1950 : Envoi de fleurs
- Cine en 1952 : Au pays du soleil
- 1952 : Son dernier Noël
- Cine en 1954 : Si Versailles m'était conté..."
- 1954 : Tourments
- Cine en 1970 : Une drôle de bourrique (baptisé pendant le tournage, L'âne de Zigliara, titre qu'il retrouvera lors d'une nouvelle sortie. Paru également en VHS)